# Ankylocythere krantzi
Ankylocythere krantzi är en kräftdjursart som beskrevs av Hobbs III 1978. Ankylocythere krantzi ingår i släktet Ankylocythere och familjen Entocytheridae. Inga underarter finns listade i Catalogue of Life.